# 撫墾署
撫墾署（ぶこんしょ）は、日本統治時代の台湾における撫育・開墾事務を取り扱った組織。

## 概要
1896年（明治29年）3月30日、台湾総督府撫墾署官制（勅令第93号）により台湾総督の管理下に設置された（4月1日より施行）。8名の主事（奏任官）が各撫墾署長として、蕃民の撫育・授産・取締、蕃地の開墾、山林・樟脳製造に関する事務を掌った。主事のほか判任官として技手、書記、通訳生が置かれた。翌1897年（明治30年）5月27日、勅令第163号により職員数が主事11名、主事補（判任官）104名に改正。1898年（明治31年）6月18日、勅令第108号により廃止され、その職掌は各弁務署第三課に引き継がれた。

## 組織
台湾総督府令第12号により名称及び位置が定められ、改制により各撫墾署に出張所が設置された。
| 名称         | 署長（1897年2月時点） | 位置（1896年時点）     | 出張所（1897年改制後）                             |
| ------------ | --------------------- | ---------------------- | -------------------------------------------------- |
| 叭哩沙撫墾署 | 小野三郎              | 台北県宜蘭支庁叭哩沙   | 天送埤出張所、白米甕出張所                         |
| 大嵙崁撫墾署 | 宮ノ原藤八            | 台北県大嵙崁           | 屈尺出張所                                         |
| 五指山撫墾署 | 山口義耀              | 台北県新竹支庁五指山   | 十股庄出張所、内湾出張所、上坪出張所、大河底出張所 |
| 南庄撫墾署   | 水間良輔              | 台北県新竹支庁南庄     | 加礼出張所、大東河出張所                           |
| 大湖撫墾署   | 椙山清利              | 台北県苗栗支庁大湖     | 獅潭出張所、八角林出張所、水尾出張所、南湖出張所   |
| 林圯埔撫墾署 | 齊藤音作              | 台中県雲林支庁林圯埔   |                                                    |
| 東勢角撫墾署 | 欠員                  | 台中県東勢角           | 大茅埔出張所                                       |
| 埔里社撫墾署 | 桧山鉄三郎            | 台中県埔里社支庁埔里社 | 蜈蚣崙出張所                                       |
| 恆春撫墾署   | 安積五郎              | 台南県恆春支庁恆春     | 内埔出張所                                         |
| 蕃薯藔撫墾署 | 川上親賢              | 台南県蕃薯藔           |                                                    |
| 台東撫墾署   | 相良長綱              | 台南県台東支庁台東     | 花蓮港出張所                                       |